# Karađorđevo (Bačka Palanka)
Karađorđevo (v srbské cyrilici Карађорђево, maďarsky Bélamajor) je vesnice v srbské autonomní oblasti Vojvodina, administrativně součást opštiny Bačka Palanka. Nachází se několik kilometrů severozápadně od města, na regionální cestě z Bačky Palanky do vesnice Bačko Novo Selo. Podle sčítání lidu z roku 2011 zde žilo 733 obyvatel.
Obec s plánovanou uliční sítí vznikla v roce 1885 ještě v době existence Rakousko-Uherska; v prvních letech 20. století bylo osídleno. Z počátku bylo postaveno jako sídlo pro pracující, kteří se v obci věnovali práci na koňské farmě. Obec se stala populárním výletištěm pro lov; navštěvoval ji později také Josip Broz Tito. V roce 1991 se zde uskutečnilo tajné jednání v předvečer jugoslávské války.